# Bondage
Bondage (proveniente del término francés e inglés homónimo que significa esclavitud o cautiverio) es una práctica erótica basada en la inmovilización del cuerpo de una persona.
Las ataduras pueden hacerse en una parte del cuerpo o en su totalidad, utilizando cuerdas, cintas, telas, cadenas, esposas o cualquier otro elemento que pueda servir como inmovilizador. En el marco de las prácticas Bondage, pueden utilizarse mordazas o privadores sensitivos como vendas en los ojos.
El bondage se considera también una práctica estético-erótica. Normalmente se inscribe en el contexto BDSM, de dominación o de sadomasoquismo, como una praxis sexual más o como elemento ritual en ceremonias de elevación espiritual a través de éxtasis sexual producido por la inmovilización o la suspensión.

## Bondage y erotismo

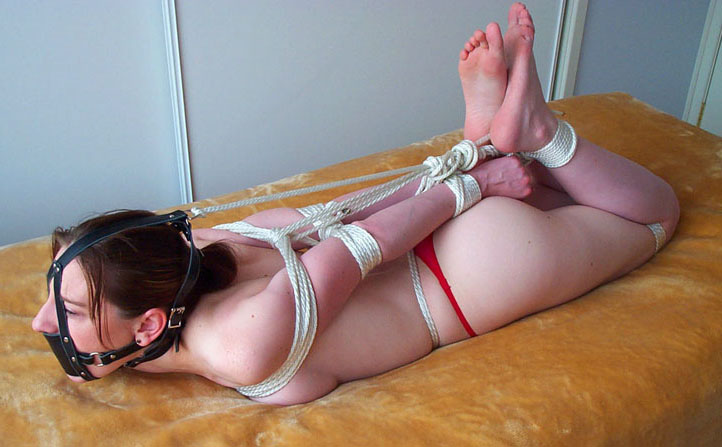
Bondage

A pesar de que este tipo de prácticas se han empezado a popularizar de forma reciente, el deseo sexual ligado a la inmovilización es una práctica muy extendida que tiene su origen en prácticas ancestrales y juegos de dominación.
El componente erótico y excitante del bondage reside en la liberación mental proveniente de la cesión de la responsabilidad y el ejercicio de la vulnerabilidad. En el juego, la persona inmovilizada confía a otra u otras la capacidad de acción sobre su cuerpo sin más opción que la liberación de la mente y sus preocupaciones. Esta sensación de tranquilidad provocada por la inhibición del control, sumada al deseo provocado por la dominación, permite a la persona inmovilizada dejarse llevar, pudiendo ejercer así el abandono erótico de su cuerpo.
En la excitación intervienen también sensaciones físicas como la presión de la cuerda, el roce con ciertas zonas erógenas o incluso la abrasión producida por la cuerda al desplazarse sobre la piel.
La segregación de hormonas como la adrenalina, generada por la sensación de peligro simbólico, o de la oxitocina, provocan las sensaciones de excitación, tranquilidad y el placer.

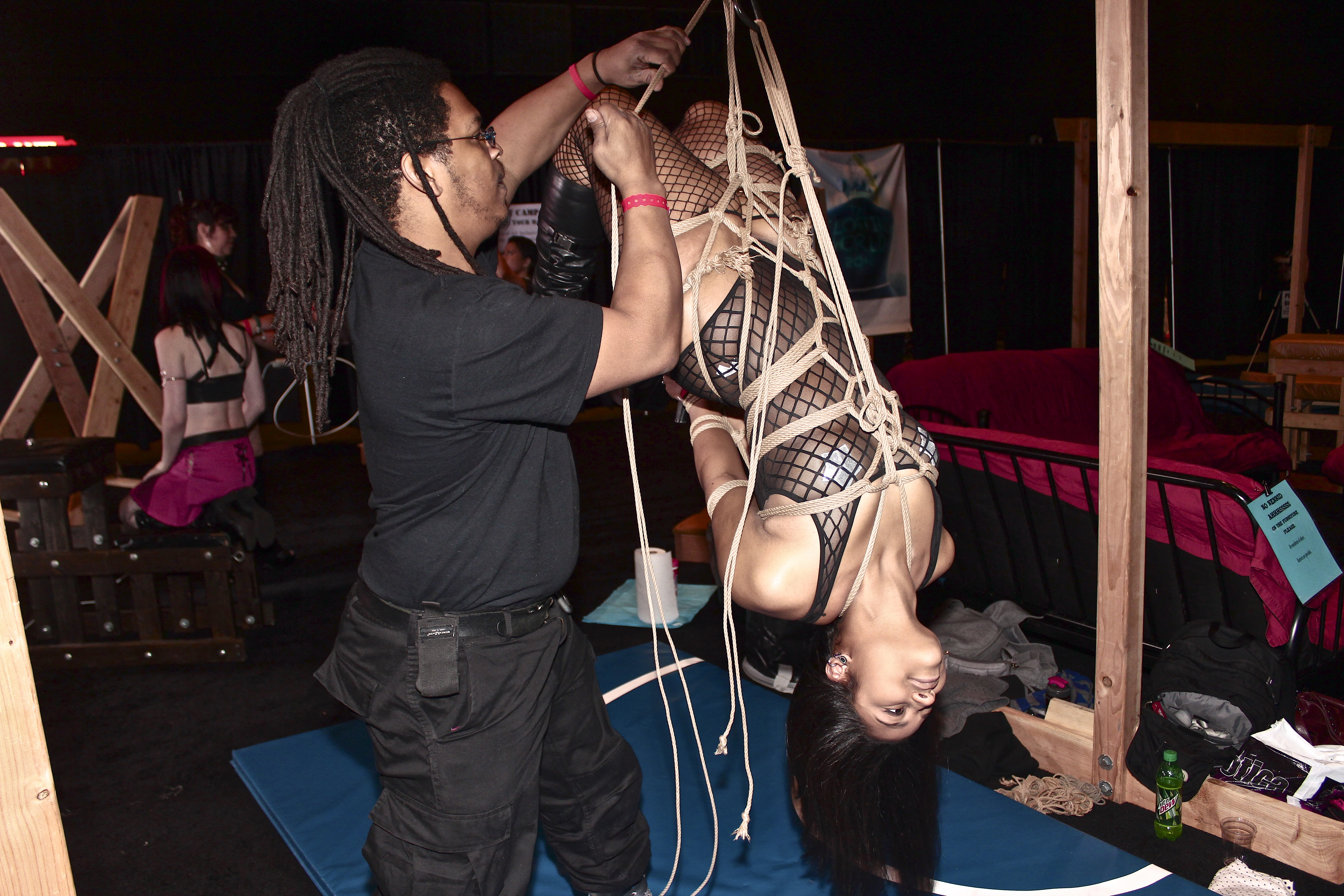
Bondage en Exxxoticca

La frustración o la sensación de impotencia en los intentos por liberarse pueden formar parte del juego de sumisión-dominación, en los que la excitación sexual estimula también a la persona activa que mantiene el control de la corporalidad de la persona pasiva.
El bondage y su carácter sexual no implica necesariamente la intervención de la estimulación genital directa ni del coito. Por ello, desde la sexualidad hegemónica es calificada como una práctica sexual disidente o alternativa.
El atractivo del bondage para las personas practicantes reside en la confianza y el intercambio de responsabilidades sobre el placer del compañero o compañera, junto al placer creativo y estético, que unido a la visión del cuerpo humano encordado como una singular obra de arte erótica constituyen una praxis compleja entre lo ritual y lo sexual.
En la práctica del bondage pueden intervenir otros complementos 'escénicos', como: máscaras, vendas, mordazas, plugs, columpios, etc.
La autoesclavitud es más compleja y puede involucrar técnicas especiales para aplicar la servidumbre a sí mismo y también al efecto una liberación después de transcurrido un período de tiempo. La autoesclavitud también es especialmente arriesgada: consulte las notas de seguridad a continuación.

## Bondage y exhibición
Además de las prácticas en la intimidad o entornos exclusivos como práctica erótico-sexual-afectiva, existen también exhibiciones públicas y demostraciones de suspensiones shibari o bondage.

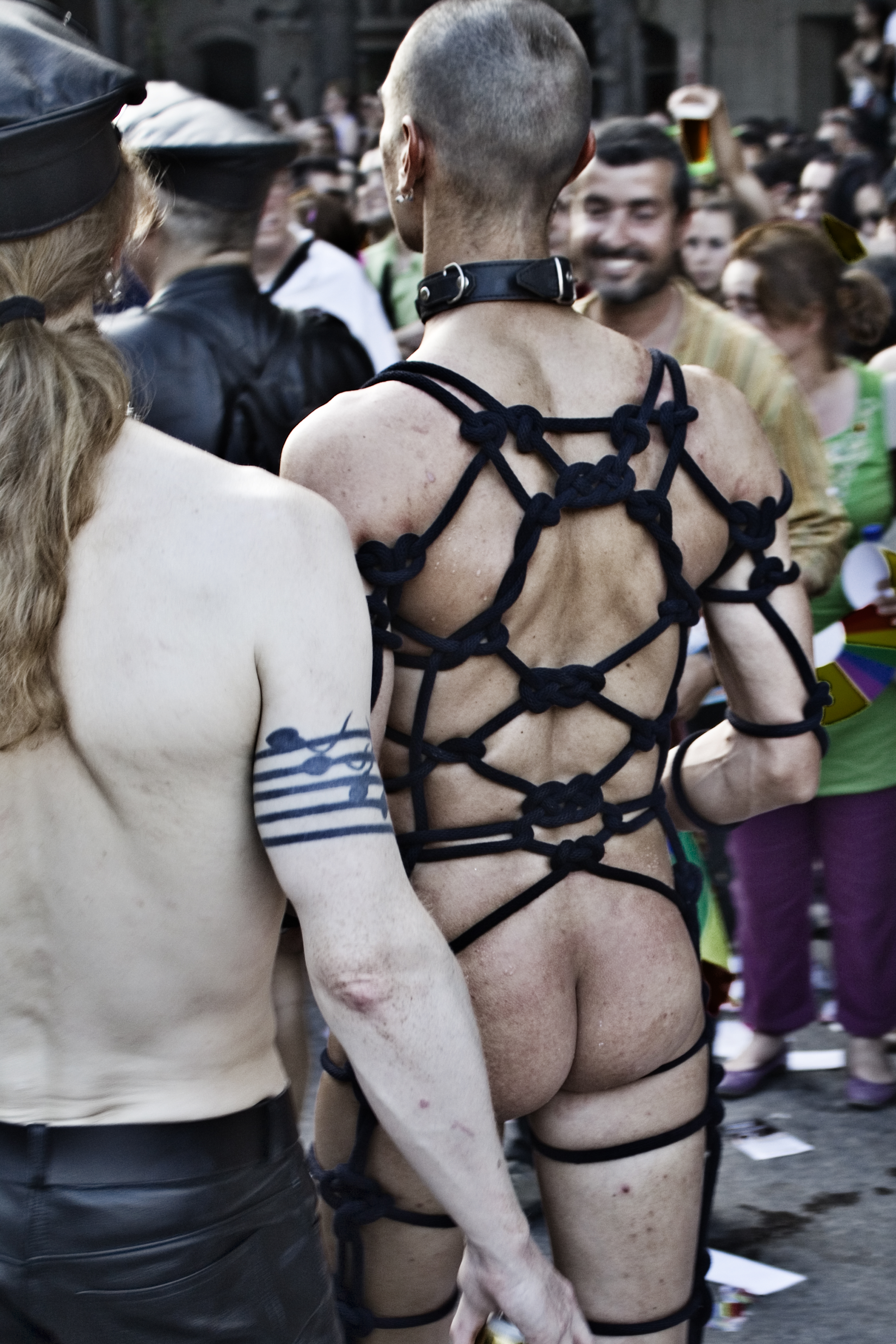
Hombre con traje bondage de cuerdas y collar de cuero, 2010.

Estas demostraciones públicas se realizan en salones eróticos o convenciones como Exxxoticca, en Nueva Jersey, Estados Unidos. En el que personas expertas en la técnica de la inmovilización con cuerdas realizan muestras de sesiones completas y suspensión de cuerpos. En España, se pueden encontrar exhibiciones de este tipo en el salón erótico de Barcelona.
El bondage puede llegar a constituir una filosofía para personas practicantes que confían en la cesión de la responsabilidad sobre su cuerpo y en formas de placer diferentes.

## Historia

### Precedentes

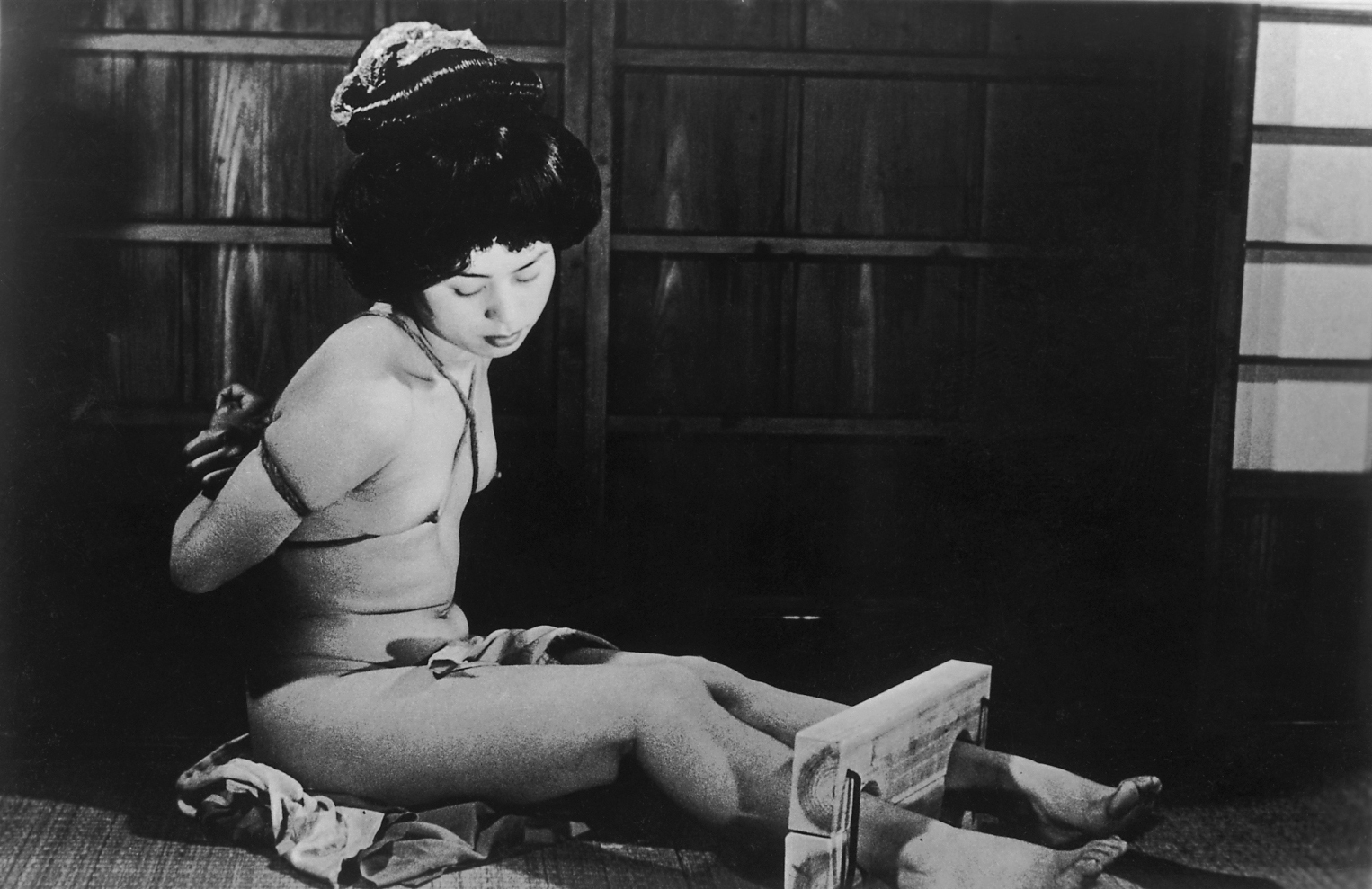
kinbaku-bi japonés, 1953.

La historia oriental del bondage proviene del castigo marcial japonés denominado Hojojutsu. En este, los guerreros inmovilizaban y castigaban a sus prisioneros mediante la inmovilización y la práctica de castigos sexuales. El kinbaku-bi era una forma de aprisionamiento que se desarrolló entre el 1400 y el 1700 en Japón a la que se atribuía un sentido estético y artístico que posteriormente evolucionaría en lo que se conoce con el nombre de shibari.
En occidente, la historia de la inmovilización proviene de las torturas inquisitorias de la Edad Media. Con la aplicación de algunas técnicas simbólicas de tortura al BDSM, como el uso de la Cruz de San Andrés, se fueron incluyendo las praxis de inmovilización con cadenas, grilletes y mordazas dentro de la denominación Bondage.

### Juegos prohibidos
En los países occidentales, hay que destacar la difusión clandestina de historietas sobre esta práctica, primero en la revista Bizarre y luego bajo la marca Nutrix, desde 1946 a 1955 en Estados Unidos. Entre ellas, destacan las series "Gwendoline" de John Willie y Eric Staton y "Princess Elaine" de Eneg. Este subgénero erótico decaería luego de la "detención y proceso de Irving Klaw, su promotor más importante."

### El negocio audiovisual
Últimamente han tenido gran desarrollo las productoras independientes especializadas en videos de bondage; la pionera fue la desaparecida California Star y la más famosa es Harmony Concepts donde han trabajado gran parte de las actrices más conocidas del mundillo, tales como Stacy Burke, Darla Crane, Lorelei (también conocida como Kristine Imboch), Eve Ellis, y directores como Jhon Woods, Jay Edwards y Dominic Wolfe. Un video de bondage-drama notable es "To be Continued" dirigida por John Woods, y donde se incorporó por primera vez el villano The Crooked Claw.
También existen compañías que desarrollan videos cuya temática se centra en el subgénero de las "Superheroínas en apuros", tales como Superheroinecentral o Hipcomix. Entre los cómics modernos, hay que destacar La bionda del autor italiano Franco Saudelli (considerado como uno de los mayores exponentes modernos del arte fetichista). Igualmente se pueden encontrar algunas historietas de bondage en la revista Penthouse Comix.